# Lions Gate Entertainment
Lions Gate Entertainment Corporation, nebo jen Lionsgate, je americko-kanadská zábavní společnost. Sídlí v Santa Monice v Los Angeles. Společnost byla založena roku 1997 ve Vancouveru Frankem Giustirou a Avi Federgreenem. Současným výkonným ředitelem je Jon Feltheimer.
Lionsgate působí celosvětově. Zaměřuje se hlavně na produkci filmů a televizních pořadů, ve své sbírce mají přes 16 000 audiovizuálních publikací. Jejich tvorba obdržela 30 Oscarů a 29 cen Emmy. V roce 2015 její divize Lionsgate Films vygenerovala sedmý nejvyšší hrubý příjem financí v Severní Americe. Mezi další divize Lionsgate Entertainment patří například Lionsgate Television či Lionsgate Interactive.

## Podřízené firmy
- Lionsgate Films
- Lionsgate Home Entertainment
- Lionsgate Television
- Lionsgate UK
- Studio L
- Lionsgate Records and Publishing
- Lionsgate Interactive
- Pilgrim Studios
- Defy Media (vlastník z 19 %)